# Первомайський (Воткінський район)
Первома́йський (рос. Первомайский) — село у Воткінському районі Удмуртії, Росія.
Населення становить 1471 особа (2010, 1476 у 2002).
Національний склад (2002):
- росіяни — 86 %

Урбаноніми:
- вулиці — Азіна, Берегова, Гагаріна, Зелена, Комсомольська, механізаторів, Молодіжна, Пугачова, Чайковського, Ювілейна
- проїзди — Молодіжний, Шкільний